# Alphonse-Léon Noël
Pour les articles homonymes, voir Léon Noël et Noël (homonymie).
Alphonse-Léon Noël, dit Léon Noël, né le 7 février 1807 à Paris et mort le 30 décembre 1883 dans le 17e arrondissement de Paris, est un dessinateur, caricaturiste et lithographe français, célèbre à l'époque romantique.

## Biographie

### Origines et débuts
Né en 1807 quartier Saint-Germain dans une famille bourgeoise, Alphonse-Léon Noël est le fils du graveur et imprimeur-lithographe parisien Charles François Noël dit « Francisque Noël » (d) (Paris, 1784 ? - juillet 1827) et de Marie Louise Geneviève Grandin (Elbeuf, 3 février 1781 - après 1855), fille d'un drapier normand cossu. La famille Noël est une dynastie d'artistes depuis au moins le milieu du XVIIIe siècle. Le père de Francisque était un peintre reconnu à la manufacture de Sèvres. Francisque a d'abord été un marchand d'estampes installé au 16 rue Saint-Jacques (vers 1815), puis avec son frère, il a ouvert un cabinet de gravures qui édite des albums religieux. Il finit par obtenir son brevet d'imprimeur-lithographe le 4 mai 1824 en reprenant celui de Jean Guffanti, en faillite depuis juin 1823. Il a entre autres pour parrains Pierre Langlumé et Charles Motte. Francisque possède une presse et associe à son commerce son propre frère, ses deux neveux, et bientôt son fils, Léon, tandis que son épouse s'occupe de la mise en couleurs des estampes. Parmi ses morceaux de bravoure, figure un album d'après Girodet lithographié par Aubry-Lecomte. Le premier maître de Léon est donc son propre père et c'est sans doute très jeune qu'il commence à dessiner sur la pierre : en effet, une première trace publique sous la signature de « Léon Noël », apparaît fin 1824, il s'agit de la traduction lithographique de La Belle Jardinière de Raphaël, une estampe vendue à l'Imprimerie de Noël, chez Noël et Compagnie, éditeur au 7 rue des Deux Portes, proposée pour le prix de 6 francs.
En juillet 1827, le père de Léon meurt ; sa mère prend la succession de l'imprimerie sous le nom de « Grandin, veuve Noël », installée entre la rue Saint-Jacques et la rue Dauphine. Léon se semble pas travailler avec sa mère très longtemps. Fin 1827, il produit un portrait, celui de l'artiste lyrique Joséphine Mainvielle-Fodor, une lithographie tirée sur les presses du jeune Henry Gaugain, qui fut ancien chef d'atelier chez Noël et compagnie. La même année, Léon produit Psyché après avoir connu l'amour d'après Girodet, lithographiée chez François Villain, imprimeur en vue des légitimistes. Il réside à cette époque au 12 de la rue des Marais-Saint-Germain. En 1829, il donne un joli portrait de la Malibran (cf. ci-dessous), lithographié à la manière d'une eau-forte, au style marqué par celui d'Achille Devéria, qui fit d'ailleurs son portrait (cf. ci-contre).
Âgé de vingt ans, il choisit de devenir élève aux Beaux-arts de Paris et fréquenter les ateliers d'Antoine-Jean Gros et de Louis Hersent. Il présente une toile intitulée Tempête à l'Exposition des produits des Beaux-Arts et de l'industrie de Toulouse en 1827, mais cette expérience est de courte durée. Il renonce à la peinture pour se consacrer uniquement à la lithographie. Léon avait commencé par être attiré par le milieu du spectacle vivant.

### Un dessinateur lié à la vogue romantique

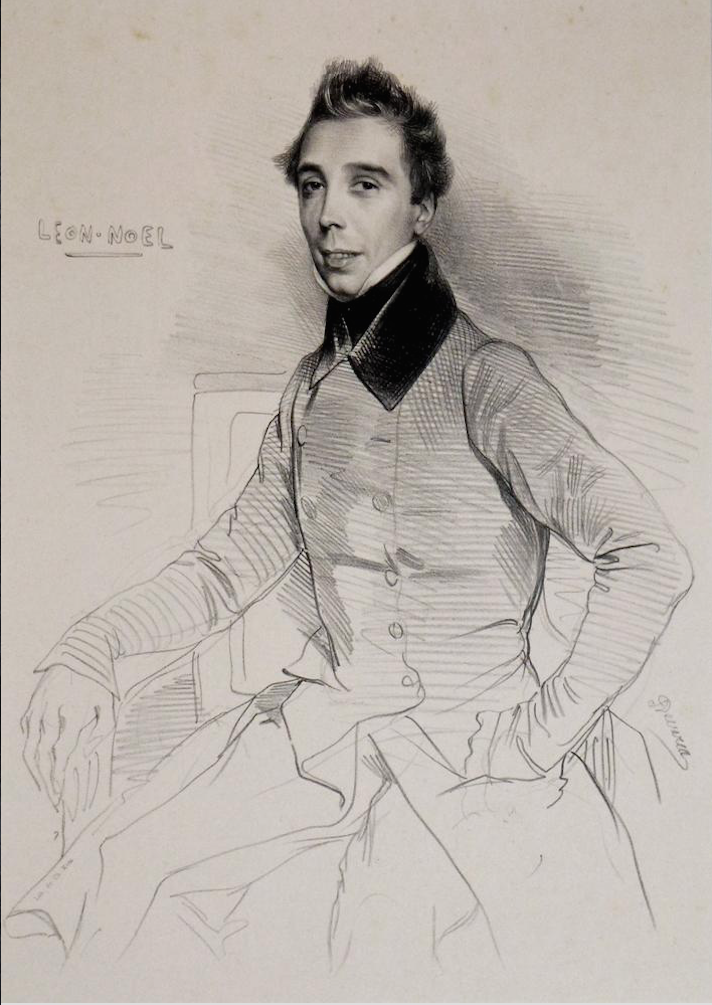
Dans ce portrait lithographié figurant Léon Noël, Achille Devéria traduit tout l'esprit d'une époque (1832, édition Charles Motte).

Jugé excellent dessinateur, Léon Noël va profiter de l'engouement pour l'estampe lithographiée. C'est sans doute après l'été 1830, au moment de la révolution, que Léon Noël choisit une carrière d'illustrateur. En avril 1831, il entre à la rédaction de L'Artiste : là, le jeune homme croise Eugène Delacroix, Devéria, Paul Huet, et toute la génération romantique. En 1832, il édite chez Victor Morlot (d), galerie Vivienne, son premier portfolio lithographié, intitulé Album de six jolis enfans [sic], dessiné d'après nature : le travail est salué par la presse qui range déjà Léon Noël au titre « des artistes spirituels au talent reconnu ». En 1833, il collabore, avec entre autres Devéria et Raffet, à l'ouvrage de Karol Forster, officier polonais en exil à Paris, auteur de La Vieille Pologne, proposé à la souscription, et qui sera jusqu'en 1836 imprimé par Firmin Didot, ainsi qu'à une nouvelle Histoire pittoresque de la Révolution française dirigée par Antony Béraud (éditions Alexandre Mesnier). En septembre de la même année, il fait sa rentrée chez la Maison Aubert, livrant plusieurs portraits d'actrices. Sans vraiment prendre parti, Léon Noël multiplie dans la foulée les publications : on le retrouve aussi bien chez les nostalgiques de Napoléon, avec les jeunes illustrateurs de La Romance, que dans La France catholique, puis traduisant en lithographie une peinture de Duval Le Camus, La Cinquantaine, issue de la collection de la duchesse de Berry, et tirée sur les presses de Lemercier, annonce faite à grand renfort de publicité. Il se montre tout de même associé l'année suivante à L'Écho de la Jeune France, la revue des légitimistes, et participe donc au mouvement des Jeunes-France. De cette époque date son portrait du jeune Victor Hugo (cf. ci-dessous).
En 1834, il épouse Gabrielle Ernestine Camille Rouget, née en 1814, dont il a un fils, Élie Félix Georges, né à Paris, au domicile de ses parents, 18 rue du Colombier, le 5 novembre 1835, et qui deviendra officier de cavalerie (il mourra à Alger le 7 août 1915). C'est aussi l'année où il commence à livrer des dessins au Charivari, ainsi qu'à l’Album de l'amateur, périodique en almanach proposant huit lithographies coloriées, publiées par Déro-Becker, éditeur et marchand d'estampes parisien réputé installé rue Neuve-Saint-Augustins. En 1835, il fait son entrée, section gravures aux côtés de Calamatta et Raffet, au Salon de Paris, avec des traductions lithographiées de tableaux modernes. Puis il commence à collaborer à La Mode fondé par Émile de Girardin, traduisant des peintures de maîtres anciens, ce qu'il fait d'ailleurs pour l'ouvrage intitulé La Galerie royale de Dresde, album prestigieux édité par Elliesen et Gihaut, reproduisant les 100 chefs-d'œuvre de la Gemäldegalerie Alte Meister, dont Le Rapt de Ganymède (1635) de Rembrandt, travail là encore salué par les critiques. À partir de février 1838, il collabore à La Galerie de la presse, de la littérature et des beaux-arts, nouveau périodique illustré lancé par Charles Philipon et poursuit ses livraisons à L'Artiste, La Caricature, au Charivari, et La France littéraire d'Augustin Challamel, traduisant les toiles présentées au Salon et les chefs-d'œuvre des musées, sans compter ses envois à La Vogue universelle et au Monde dramatique.
À partir de l'année 1839, la façon qu'à Léon Noël de traduire sur la pierre les motifs, le crayonnage libre, est remplacé par le grain classique et méticuleux. Cependant, il n'est pas tout à fait exact que durant la décennie suivante, il semble abandonner sa verve romantique à la Devéria : il produit de nombreuses planches originales, par exemple destinées à La Morale en image lancée en 1841 par Charles Philipon, des images inspirées du clergé, de l'armée, de la marine, de la vie politique, de l'administration, des artistes des planches, et quelques scènes de genre, mettant en miroir les dernières années de la monarchie de Juillet. Le succès n'est d'ailleurs pas en reste puisqu'il reçoit au Salon de 1843, la médaille de 2e classe, puis au Salon de 1845, celle de 1re classe.

### Les honneurs sous le Second Empire
Approchant de la cinquantaine, Léon Noël connaît dès avant le début du Second Empire, une transformation sensible dans sa carrière. Est-ce parce qu'il semble lié, par sa famille, au maréchal Berthier ? Toujours est-il que Napoléon III et ses ministres vont s'attacher l'artiste. Le critique Henri Beraldi évoque même à son propos et quant à ce virage artistique, une forme chez l'artiste d'institutionnalisation et en fait le « lithographe des têtes couronnées ».
Résidant alors au 2 impasse de Conti, adresse où il héberge également sa mère, la présentation de trois lithographies au Salon de 1853 est en cela significative : on y compte deux portraits, celui du duc de Marlborough d'après William Charles Ross et celui du prince-président Louis-Napoléon d'après Vernet.
En janvier 1855, il est nommé responsable du jury du comité gravures pour l'exposition universelle. Le 30 décembre suivant, il est nommé, par décret, chevalier de la Légion d'honneur.
Il devient ensuite le lithographe attitré de l'œuvre du peintre Franz Xaver Winterhalter.
En 1866, Léon Noël participe pour la dernière fois au Salon, exposant le portrait lithographié du ministres des Finances impériales, Pierre Magne ; il est dit alors résider au 47 rue Rodier.
En janvier 1868, il fait don à la Bibliothèque impériale de l'ensemble de ses lithographies produites entre 1824 et 1867, un ensemble formant 12 volumes, et comprenant 1 044 pièces, et prend sa retraite, après plus de 40 ans d'activité.

### Fin de vie
Léon Noël est relativement oublié après la chute du Second Empire. Sa mort le 30 décembre 1883 passe quasiment inaperçu dans la presse artistique. Son dernier domicile est au 34 rue Truffaut. Il laisse une veuve, née Rouget, qui meurt à son tour le 9 octobre 1887.

## Œuvre
Léon Noël est un lithographe très prolifique, ayant produit plus d'un millier de planches dont six cents portraits.
Léon Noël eut parmi ses contemporains, un certain nombre d'homonymes dans le milieu artistique et littéraire, parmi ceux-ci citons : André Léon-Noël dit A. Léon-Noël (1817-1879), dessinateur, écrivain et journaliste, qui fonde en 1839 avec le jeune Nadar et Alfred Françey, une luxueuse revue, Le Livre d'or. Originaire d'Orléans, longtemps soutenu par Nadar qui fit de lui plusieurs portraits (dessins et clichés),, il meurt totalement oublié et est encore souvent confondu avec notre lithographe.

### Collections publiques
- Blérancourt, musée national de la Coopération franco-américaine
- Compiègne, musée national du château de Compiègne
- Gray, musée Baron-Martin
  - Le Dessinateur, d'après Prud'hon, gravure sur papier, 7 × 5 cm.
  - Le Modèle, d'après Prud'hon, gravure sur papier, 35 × 25 cm.
  - Le Désir, d'après Prud'hon, gravure sur papier, 42 × 31 cm.
- Paris
  - Bibliothèque nationale de France
  - ENSBA[34]
  - Musée de l'Armée
- Versailles, musée de l'Histoire de France

### Publications
- Album lithographique : douze sujets d'après Decaisne, dessinés sur pierre, Paris, Noël aîné et fils, 1829 (OCLC 43469346)
- Antoine Elwart, Duprez, sa vie artistique, avec une biographie authentique de son maître, Alexandre Choron, 2 portraits lithographiques, Paris, Victor Magen, 1838.
- [contributions] Alexandre Du Sommerard, Les Arts au moyen âge, en ce qui concerne principalement le palais romain de Paris, l’hôtel de Cluny, issu de ses ruines, et les objets d’art de la collection classée dans cet hôtel, 5 volumes, Paris, Hôtel de Cluny, 1838-1846.
- [contributions] Augustin Challamel, Les plus jolis tableaux de Téniers, Gérard Dow, Terburg, Paul Potter, Metsu, A. Ostade, Van der Helst, etc., lithographiés, Paris, Challamel et Cie., 1839.
- [contributions] Wilhelm Ténint (dir.), Album du Salon, Paris, Challamel & Cie., années 1841 à 1843.
- [contributions] Galerie des représentants du peuple, Paris, Goupil & Vibert, 1848.

## Galerie

Quelques portraits d'artistes (BNF)
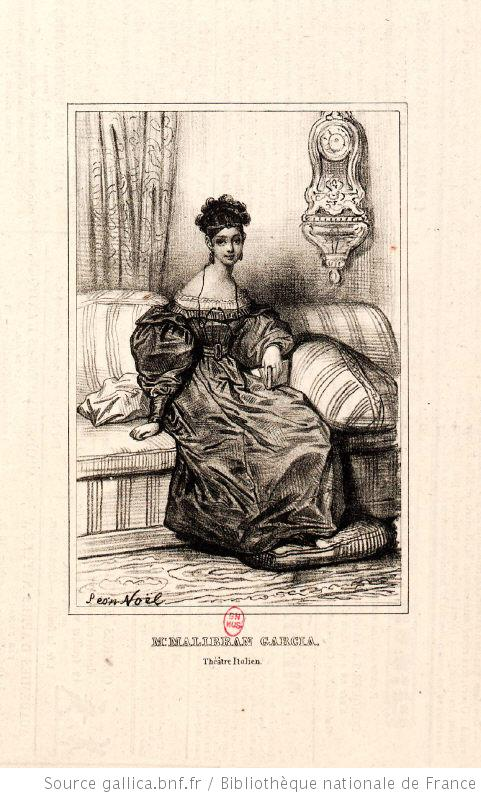
Portrait de Maria Malibran (1829).
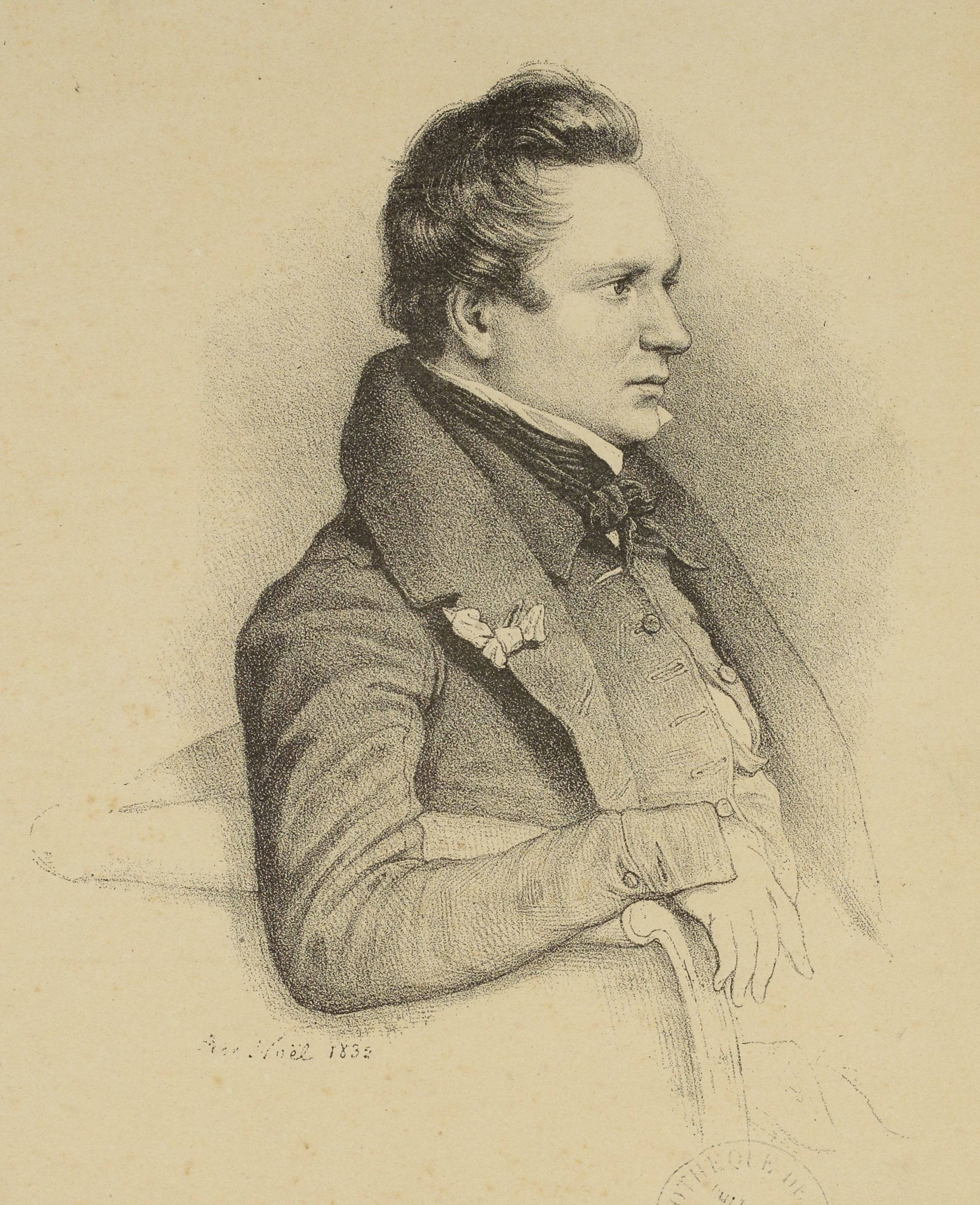
Victor Hugo de profil (1832).
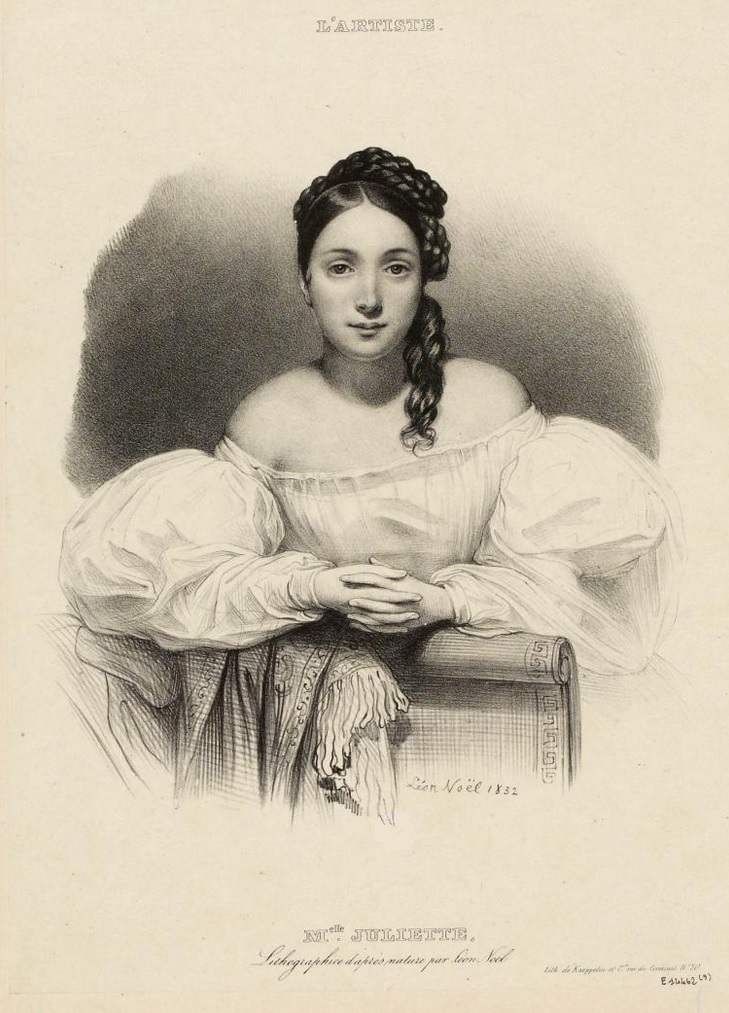
Portrait de Juliette Drouet (1832).
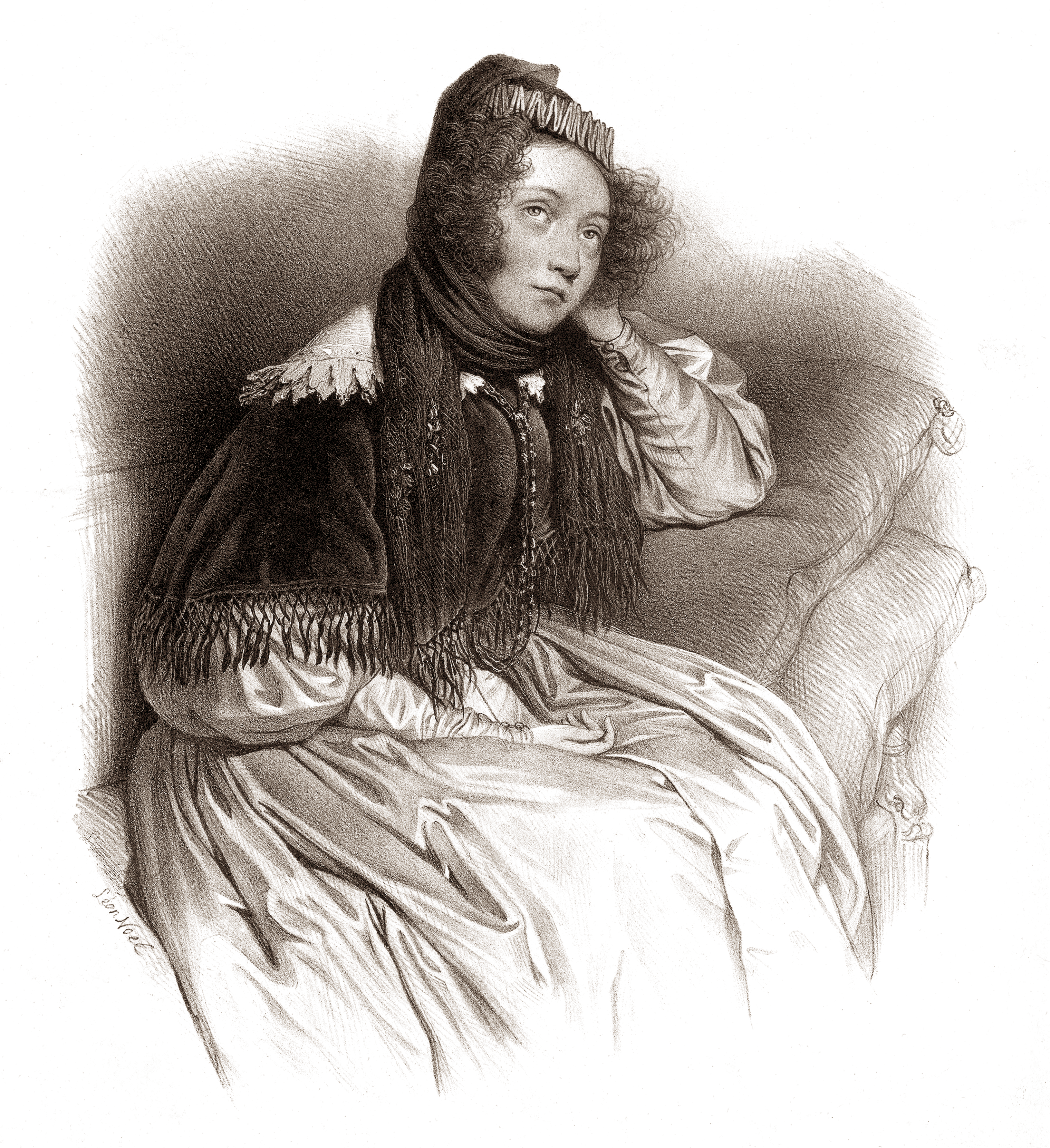
Portrait de Marie Dorval (avant 1840).
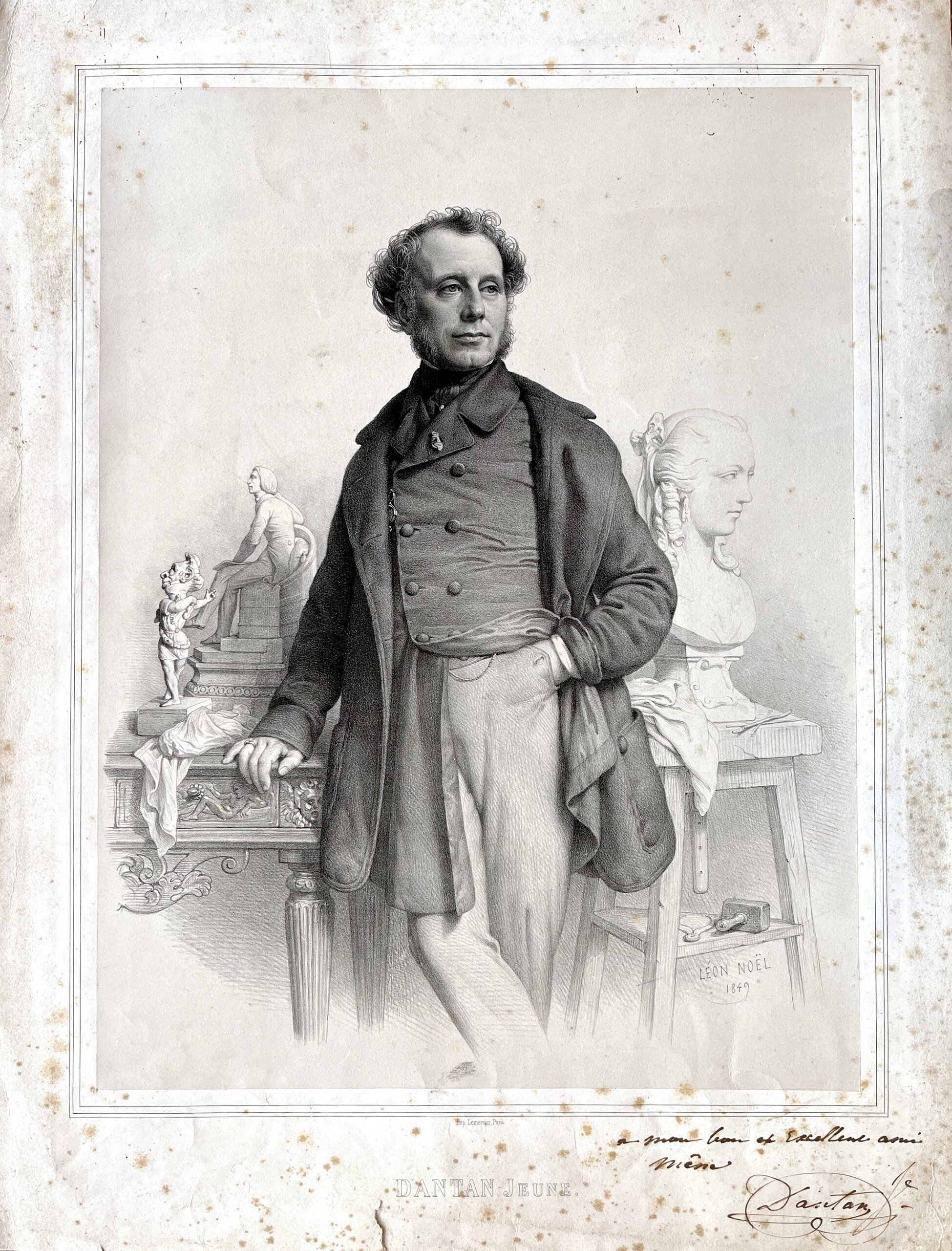
Portrait de Jean-Pierre Dantan (1849)

## Distinctions
- Chevalier de la Légion d'honneur (1855)